# مسجد نوياباد

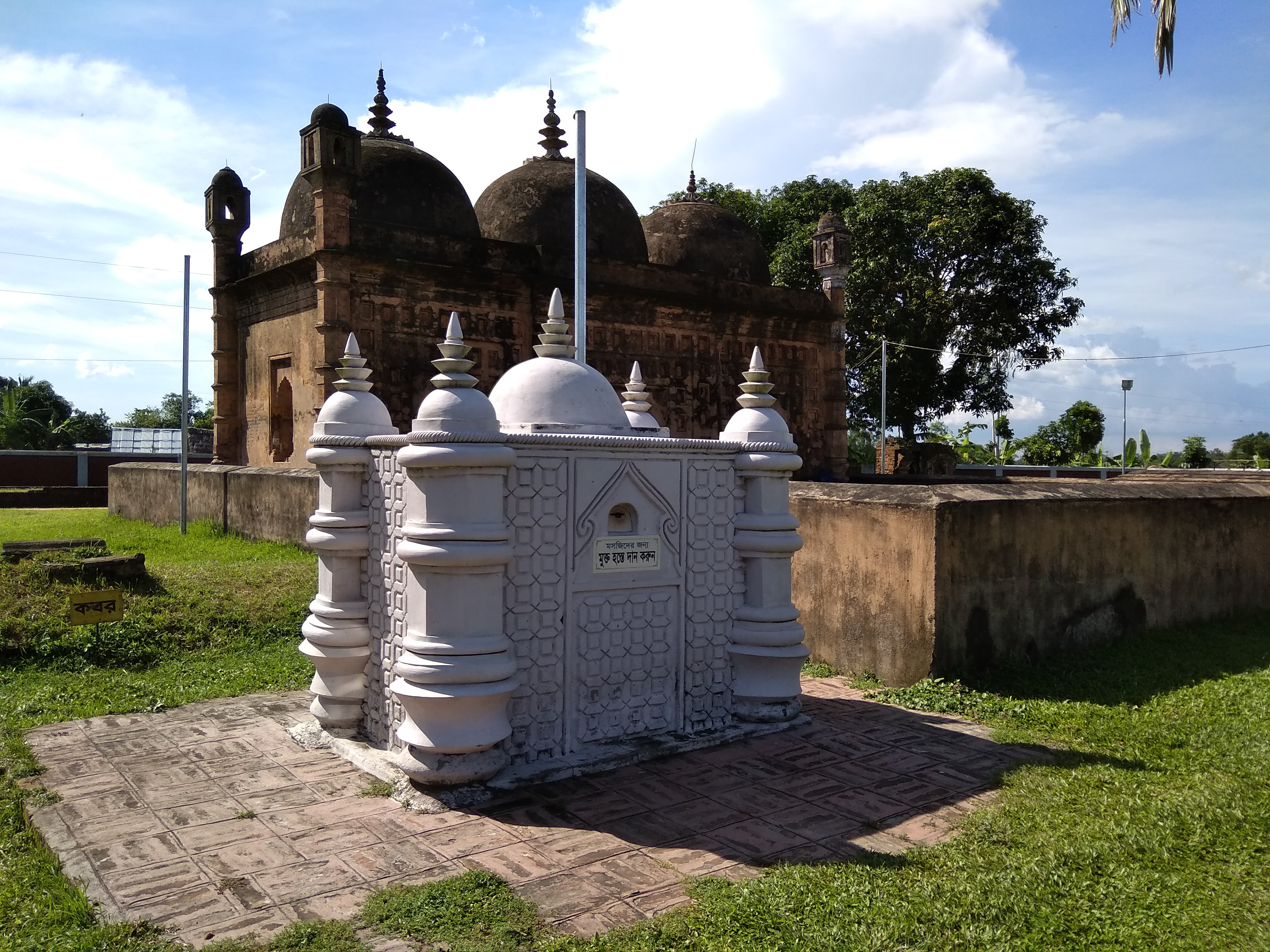
المسجد القديم (ناياباد).

مسجد نوياباد هو مسجد يقع على ضفة نهر فيبا في قرية نايباد في منطقة كاهارول من منطقة ديناجبور في بنغلاديش، تبعد حوالي 20 كيلومتر إلى الشمال الغربي من بلدة المقاطعة .

## التاريخ
هناك نقش على المدخل المركزي للمسجد يسجل تاريخ بنائه حيث يعود بتائه لعام 1200 هـ الموافق 1793، في عهد الإمبراطور شاه علام الثاني، وفقا للتقاليد المحلية تم بناء المسجد من قبل العمال المعمارين المسلمين الذين جاءوا إلى هذا المكان من الغرب لبناء معبد كاتناتغار في وقت ما في منتصف القرن الثامن عشر الميلادي، وقد استقروا في بلدة نايباد وهي قرية بالقرب من المعبد، وكان قد بنى المسجد لاستخدامهم الخاص .

## العمارة
المسجد له ثلاث قبب مع أبراج مثمنة الشكل في أركانه وزواياه الأربعة، كل برج يبلغ طولها 12.45 متر وعرضها 5.5 خارجيا وتبلغ سماكة الجدران 1.10 متر، من مداخل هناك ثلاثة أقواس مركزية وواحدة مهم تعد الأكبر والبقية متساوية في الطول والعرض، القوس المركزي يبلغ طوله 1.9 متر وعرضه 1.15 متر، هناك نافذة يتقوس على جانبيها أحد الأقواس من الجنوب والشمال، وقد استخدمت الأقواس الحدباء في المداخل والنوافذ، وهناك ثلاثة محاريب داخل في الجدار الغربي، المحراب المركزي يبلغ ارتفاعه 2،30 متر وعرضه 1.08 متر، وعناك ثلاث قباب نصف كروية تغطي المسجد منها واحدة مركزية وهي أكبر من الأخرتين.

## وصلات خارجية
- صورة المسجد
- البوم صورة المسجد